# 刘发良
刘发良（1889年—1957年），字显忠，云南大理人，国民革命军陆军中将。
1909年8月考入云南陆军讲武堂第一期步科，1910年8月毕业。任陆军第19镇第37协记名排长，1911年10月参加昆明重九起义。后在滇军服务。1927年春，任国民革命军第38军司令部参谋处处长。1928年10月，任国民革命军第十三路军总指挥部参议。1930年，任讨逆军第十路军总指挥部高级参谋，滇黔绥靖主任公署总参议。1936年2月6日，授少将军衔。抗日胜利后任军事委员会昆明行营暨云南绥靖总司令部高级参谋。1945年5月16日，晋升陆军中将，同年退役。
其子刘宗岳（1913－1984，字希鹏）为龙云的外文侍从秘书，云南人民临时军政委员会参议，云南省历史研究所、省科技情报所翻译，云南省文史研究馆馆员。